# Кошевое (Правдинский район)
Кошевое — поселок в Правдинском районе Калининградской области.

## География
Находится в южной части Калининградской области на расстоянии приблизительно 6 км на северо-запад по прямой от административного центра района города Правдинск.

## История
Населенный пункт назывался ранее Лизеттенфельд (до 1950 года). В составе Правдинского района с 2006 по 2015 год входил в Домновское сельское поселение.

## Население
Численность населения: 99 человек (1910 год), 18 (русские 28 %) в 2002 году, 16 в 2010.